# Слесарев, Михаил Юрьевич
Михаил Юрьевич Слесарев (род. 20 ноября 1946, Москва, РСФСР, СССР) — советский и российский учёный в области экологической безопасности строительства и городского хозяйства, доктор технических наук (2007), профессор (2007), действующий член (академик) общественной организации «Международная академия информатизации» (МАИ), профессор кафедры строительства объектов тепловой и атомной энергетики (СОТАЭ) института гидротехнического и энергетического строительства (ИГЭС) (до 2023 года) и кафедры технологий и организации строительного производства (ТОСП) института промышленного и гражданского строительства (ИПГС) (с 2023 года) НИУ МГСУ, начальник научно-образовательного центра «Экологическая безопасность, „зелёные“ стандарты и технологии» НИУ МГСУ, лауреат премии Правительства Российской Федерации в области образования (2010), учёный секретарь (до 2023 года) и заместитель председателя (с 2023 года) диссертационного совета 24.2.339.04 (Д 212.138.13) на базе НИУ МГСУ, ответственный секретарь технического комитета по стандартизации «Зелёные» технологии среды жизнедеятельности и «Зелёная» инновационная продукция (ТК 366), утв. Приказом Росстандарта от 15.09.2016 №1315.

## Биография
Михаил Слесарев родился 20 ноября 1946 года в г. Москве в семье служащего.
В 1965 году окончил Московский архитектурно-строительный техникум Мосгорисполкома по специальности «Строительные машины и оборудование» (диплом Н № 332592). В 1970 году окончил механический факультет МИСИ им. В. В. Куйбышева по специальности «Строительные и дорожные машины и оборудование» (диплом Щ № 860609).
С 1970 по 1973 годы служил в армии в звании старшего лейтенанта в должности заместителя по технической части командира инженерно-дорожной роты отдельного инженерно-саперного батальона Краснознаменного Дальневосточного военного округа (в конце службы заместитель по технической части батальона).
С 1973 по 1975 годы учился в аспирантуре МИСИ им. В. В. Куйбышева на кафедре «Детали машин» (основана в 1932 году; ныне входит в состав кафедры механизации и автоматизации строительства НИУ МГСУ). В 1977 году защитил диссертацию на тему «Выбор схем и параметров гидромоторедукторов для унифицированных механизмов привода строительных и дорожных машин», представленную на соискание учёной степени кандидата технических наук по научной специальности 05.02.02 — Машиноведение и детали машин. Решением совета МИСИ им. В. В. Куйбышева от 17 мая 1977 г. Михаилу Слесареву была присуждена учёная степень кандидата технических наук (диплом ТН № 015430).
В 1978—1979 годах работал старшим научным сотрудником Отраслевой лаборатории исследований механических передач МИСИ им. В. В. Куйбышева и руководил проектами механизмов привода строительных и дорожных машин на базе гидравлических мотор-редукторов с использованием волновых и планетарных передач.
В 1980—1985 годах заведовал отделом машиностроения Контрольного совета Госкомизобретений СССР и руководил проведением контрольных экспертиз решений государственной патентной экспертизы ВНИИГПЭ.
В 1985—1989 годах работал во ВНИИ проблем машиностроения государственного комитета по науке и технике по направлению оценки технического уровня и качества машин, оборудования и приборов, заведовал отделом систем машин и техники новых поколений ВНИИПМ Совмина СССР, руководил рабочей группой по подготовке государственных программ и пятилетнего плана развития СССР (том 2 «Наука и техника»).
В 1990—1993 годах работал старшим научным сотрудником лаборатории гибких производственных систем и их модулей на основе микропроцессоров, заместителем заведующего лабораторией автоматизации производственных процессов в ИМАШ им. А. А. Благонравова РАН, по государственной научно-технической программе «Безопасность» был ответственным секретарем по направлению «Безопасность сложных технических объектов и систем».
В 1994—1999 годах работал заведующим отделением терминологии во ВНИИ классификации, терминологии и информации Госстандарта России по направлению терминологической экспертизы стандартов.
В 2000—2003 годах занимал должность главного научного сотрудника ВНИИКИ.
В 1999—2002 годах заведовал кафедрой Стандартизации и информационного обеспечения в Академии стандартизации, метрологии и сертификации Госстандарта России, с 2000 по 2003 гг. Руководитель органа «ВНИИКИ-Сертификат», руководил работой независимого органа по сертификации программных средств и баз данных, председатель научно-технического подкомитета по стандартизованной терминологии.
В 2008 году являлся основателем кафедры Технического регулирования Института строительства и архитектуры МГСУ НИУ, 2008—2013 годах работал заместителем заведующего кафедрой Технического регулирования ИСА НИУ МГСУ, впервые открыл в университете новую специальность «Стандартизация, сертификация и метрология», в течение месяца исполнял обязанности заведующего кафедрой Технического регулирования ИСА НИУ МГСУ вплоть до реорганизации её в кафедру Комплексной безопасности в строительстве.
С мая 2014 года вернулся работать на также реорганизованную кафедру Строительства объектов тепловой и атомной энергетики на должность профессора.
Является соавтором «Концепции эколого-ориентированной подготовки специалистов в области обеспечения безопасности строительных технологий и систем», послужившей основой для разработки учебно-методического и научного обеспечения подготовки специалистов для строительного комплекса. Является разработчиком примерных учебных программ для строительных специальностей дисциплин «Экологический мониторинг», «Экологическая экспертиза», «Экологический менеджмент и маркетинг», «Экологическая метрология, стандартизация и сертификация», «Экологическая оценка проектов строительных объектов». Читает авторские курсы «Экологическая экспертиза», «Экологическая оценка проектов строительных объектов», «Экологическая метрология, стандартизация и сертификация», «Экологический менеджмент и маркетинг».
Михаил Слесарев подготовил 3 кандидата наук по научной специальности 05.23.19 «Экологическая безопасность строительства и городского хозяйства», был официальным оппонентом по 7 кандидатским диссертациям.
Слесарев М. Ю. награждён золотой медалью МГСУ и Грамотой Министерства регионального развития Российской Федерации за долголетний и добросовестный труд, имеющий целью подготовку квалифицированных кадров для строительной отрасли. Михаилу Слесареву Решением Министерства образования Российской Федерации от 23 октября 2002 года № 822-д присвоено ученое звание доцента по кафедре Стандартизации и информационного обеспечения (ДЦ № 019169).
В ноябре 2007 года защитил диссертацию на тему «Научные основы и инновационные методы формирования систем экологической безопасности строительства», представленную на соискание учёной степени доктора технических наук по научной специальности 03.00.16 — Экология. Научным консультантом по докторской диссертации М. Ю. Слесарева выступил доктор технических наук, профессор, академик РААСН, заслуженный деятель науки РР Теличенко Валерий Иванович. Официальными оппонентами по работе выступили технических наук, профессор Пупырев Евгений Иванович, технических наук, профессор Ильин Николай Иванович и технических наук, профессор Сидоренко Владимир Фёдорович. В качестве ведущей организации выступило государственное образовательное учреждение высшего профессионального образования «Московский государственный университет природообустройства».Слесареву М. Ю. Решением Высшей аттестационной комиссии Министерства образования и науки Российской Федерации от 23 мая 2008 г. № 20д/4 присуждена учёная степень доктора технических наук (диплом ДДН-№ 007584).
Приказом Федеральной службы по надзору в сфере образования и науки от 27 февраля 2007 года № 425/62-п Михаилу Слесареву присвоено учёное звание профессора по кафедре Строительства тепловых и атомных электростанций (серия ПР № 001685).
С 2000 года М. Ю. Слесарев активно работает в МГСУ в составе творческого коллектива по разработке учебно-методического и научного цикла работ по созданию системы экологизации профессионального строительного образования кадров, обеспечивающих экологическую безопасность строительных технологий и систем. За комплекс работ «Учебно-методическое обеспечение и формирование научных основ профессионального образования в области экологической безопасности строительных систем и технологий» в 2010 году он был удостоен звания лауреата премии Правительства Российской Федерации в области образования (распоряжение Правительства России от 25.10.2010 № 1868-р).
Приказом Минобрнауки России от 23.07.2014 № 465/нк на М. Ю. Слесарева были возложены обязанности учёного секретаря диссертационного совета Д 212.138.07 на базе НИУ МГСУ. На этой должности он сменил Потапова Александра Дмитриевича.
В настоящее время является учёным секретарём диссертационного совета 24.2.339.04 (Д 212.138.13), созданного на базе НИУ МГСУ, где представляет научную специальность 2.1.10. Экологическая безопасность строительства и городского хозяйства (технические науки). Приказом Минобрнауки России от 24.03.2023 №547/нк с 3 апреля 2023 года М.Ю. Слесарев освобождён от обязанностей учёного секретаря совета (вместо него на это место назначена к. т. н., доц. Сысоева Е.В.), этим же приказом на него возложены обязанности заместителя председателя совета, с этого момента М.Ю. Слесарев представляет в совете специальность 1.6.21. Геоэкология (технические науки).

## Научные достижения
Соавтор 23 изобретений, в том числе "АККУМУЛИРУЮЩИЙ ТЕПЛО ИЛИ ХОЛОД СТРОИТЕЛЬНЫЙ БЛОК И СТЕНА ИЗ ЭТИХ БЛОКОВ" патент на изобретение RUS 2303109 15.12.2005, подготовил двух кандидатов наук. Слесарев М.Ю. - автор концепции микро и нано-мехатронного развития машиностроения, опубликованной в нескольких изданиях, в том числе в III-м разделе "Технология производства машин" в 8-м томе "Технологии, оборудование и системы управления в электронном машиностроении" 40-томной энциклопедии "Машиностроение" в Части III. Мехатроника, основные понятия, современный и прогнозируемый уровни мехатронных систем. (Машиностроение, энциклопедия, Российская академия наук, под редакцией академика РАН К.В. Фролова, Москва, издательство Машиностроение, 2000 г. С 714-731).
Слесарев М.Ю. - соавтор концепции комплексной безопасности строительства,  - соавтор концепции создания и перспектив развития кафедры  «ТЕХНИЧЕСКОЕ РЕГУЛИРОВАНИЕ" в МГСУ, - соавтор методологии прогнозирования критических технологий в строительстве на основе концепции гибкости и методологии CALS, опубликованных в различных научных изданиях. В 2010 году награждён премией Правительства Российской Федерации 2010 года в области образования за комплекс работ «Учебно-методическое обеспечение и формирование научных основ профессионального образования в области экологической безопасности строительных систем и технологий».

## Избранная библиография
Михаил Слесарев является автором 10 учебников и учебных пособий, 4 монографий, а также ряда статей в рецензируемых научных журналах, всего более 200 научных публикаций.
Статьи в научных журналах и в сборниках конференций
- Каменев А.Ф., Круглов М.Г., Фролов К.В., Слесарев М.Ю.	 и др. Комплексная программа научно-технического прогресса СССР на 1991-2010 годы (по пятилетиям). Концепция проблемного раздела 2.2. Машиностроительный комплекс. (Монография). — М.: Академия наук СССР.Государственный комитет СССР по науке и технике., 1988. — 390 с. — 880 экз.
- Слесарев М.Ю. Формирование систем экологической безопасности строительства:монография. — М.: МГСУ, 2012. — 352 с. — 300 экз. — ISBN 978-5-7264-0621-3.
- Слесарев М.Ю., Старостин А.К. Концептуальная модель эффективного развития техносферы:монография. — Киев.: УкрИНТЭИ, 1992. — 44 с. — 1000 экз.
- Слесарев М.Ю. , Болнокин В.Е. и др. Концептуальные аспекты развития машиностроительных предприятий:монография. — Киев.: УкрИНТЭИ, 1991. — 52 с. — 1500 экз.
- Фролов К. В.Крайнев А.Ф., Слесарев М. Ю.,и др. Конструирование машин. 5.3. Прогнозирование технического уровня. — М.: Машиностроение, 1994. — 530 с. — 3000 экз. — ISBN 5-217-01068-1.
- Фролов К. В.Панфилов Ю.В., Слесарев М. Ю.,и др. "Машиностроение. Энциклопедия. Технология производства машин. Том III-8. Технологии, оборудование и системы управления в электронном машиностроении" в Части III. Мехатроника, основные понятия, современный и прогнозируемый уровни мехатронных систем С 714-731.. — М.: Машиностроение, 2000. — 745 с. — 1000 экз. — ISBN 5-217-02825-4(Т.III-8).
- Слесарев М. Ю., Теличенко В. И. Управление экологической безопасностью строительства. Экологическая экспертиза и оценка воздействия на окружающую среду. — М.: Издательство Ассоциации строительных вузов, 2005. — 383 с. — 2000 экз. — ISBN 5-93093-371-5.
- Слесарев М. Ю., Стойков В. Ф., Теличенко В. И. Управление экологической безопасностью строительства. Экологический мониторинг. — М.: Издательство Ассоциации строительных вузов, 2005. — 327 с. — 1000 экз. — ISBN 5-93093-370-7.
- Слесарев М. Ю., Теличенко В. И. Управление экологической безопасностью строительства. Информационное обеспечение. Основные термины и определения. — М.: Издательство Ассоциации строительных вузов, 2005. — 267 с. — 1000 экз. — ISBN 5-93093-372-3.
- Теличенко В. И., Слесарев М. Ю., Свиридов В. Н., Нагорняк И. Н. Безопасность и качество в строительстве. Основные термины и определения. — М.: Издательство Ассоциации строительных вузов, 2002. — 336 с. — 2000 экз. — ISBN 5-93093-110-0.
- Слесарев М. Ю., Теличенко В. И.и др. Менеджмент систем безопасности и качества в строительстве:учебное пособие. — М.: Ассоциация "ВУЗСЕРТИНГ", 2000. — 570 с. — 1000 экз. — ISBN 5-93093-058-9.
- Слесарев М. Ю., Теличенко В. И.и др. Техническое регулирование безопасности и качества в строительстве:учебное пособие. — М.: Ассоциация строительных вузов, 2003. — 512 с. — 2000 экз. — ISBN 5-93093-195-X.
- Слесарев М. Ю., Теличенко В. И.и др. Основы комплексной безопасности строительства:монография. — М.: МГСУ, 2011. — 168 с. — 500 экз. — ISBN 978-5-93093-825-8.
- Слесарев М. Ю., Теличенко В. И.и др. Экологическая безопасность строительства:учебник. — М.: МГСУ, 2011. — 168 с. — 1000 экз. — ISBN 978-5-93093-825-8.

- Лебедка(Авторское свидетельство)//Авторское свидетельство №347297 от 29.05.1970 МКИ В 66D 1/14
- Планетарная передача для привода машин(Авторское свидетельство)//Авторское свидетельство №564474 от 11.12.1975 МКИ F 16H 3/78
- Планетарная передача(Авторское свидетельство)//Авторское свидетельство №1537917 от 11.08.1987 МКИ F 16H 1/48
- Лебедка(Авторское свидетельство)//Авторское свидетельство №755748 от 04.08.1978 МКИ В 66D 1/22
- Опорно-поворотное устройство подъемно-транспортной машины(Авторское свидетельство)//	Авторское свидетельство №887443 от 06.04.1979 МКИ В 66С 23/84
- Гидромотор(Авторское свидетельство)//	Авторское свидетельство №569759 от 20.12.1974 МКИ F 15В 11/15
- Гидравлический исполнительный механизм(Авторское свидетельство)//Авторское свидетельство №449178 от 22.02.1973 МКИ F 15В 15/02
- Конвейерная доильная установка(Авторское свидетельство)//Авторское свидетельство по заявке №4851078/15 от 12.07.90МКИ А 01О 5/0
- Движительный модуль, способ управления им и способ его изготовления(Патент на изобретение)//	Патент Российской Федерации на изобретение №2051465 от 26.03.1992 МКИ Н 02К 41/03
- Способ изготовления многослойного строительного блока. (Патент на изобретение)//RU № 2300609 С1. // Бюллетень «Изобретения. Пол. модели» №16, 2007 г.
- Аккумулирующий тепло или холод строительный блок и стена из этих блоков. (Патент на изобретение)//RU №2303109 С1. // Бюллетень «Изобретения. Полезные модели» №20, 2007 г.
- Способ изготовления строительного изделия из ячеистого бетона и опалубка для реализации способа. (Патент на изобретение)//	RU №2302943 С1. // Бюллетень «Изобретения. Полезные модели» №20, 2007 г.
- Строительный блок с терморегулируемым пневматическим фасадом. (Патент на изобретение)// RU №2303684 С1. //  Бюлл. «Изобретения. Пол. модели» №21, 2007 г.
- Теплоизоляционная модульная конструкция.(Патент на изобретение)//RU №2304202 С1. // Бюлл. «Изобретения. Полезные модели» №22, 2007 г.
- Вентилируемый строительный блок и система противорадоновой защиты здания с использованием этих блоков. (Патент на изобретение)//	RU №2304203 С1. // Бюлл. «Изобретения. Полезные модели» №22, 2007 г.
- Мехатронный строительный блок. (Патент на изобретение)//RU №2304204 С1. // Бюлл. «Изобретения. Полезные модели» №22, 2007 г.
- Фильтрующий строительный блок для очистки воздуха. (Патент на изобретение)//	RU №2304201 С1.//Бюлл. «Изобретения. Полезные модели» №22, 2007 г.
- Противопожарный строительный блок, способ его изготовления и огнезащитная конструкция стены из этих блоков(Патент на изобретение)//	RU №2307901 С1.//Бюлл. «Изобретения. Полезные модели» №28, 2007 г.
- Вакуумный строительный блок и способ его изготовления(Патент на изобретение)//RU №2324037 С1.//Бюлл. «Изобретения. Полезные модели» №13, 2008 г.
- Способ сборки и разборки опалубки//	RU №2307029 С1.//Бюлл. «Изобретения. Полезные модели» №27, 2007 г.
- Способ изготовления многослойного строительного изделия(Патент на изобретение)//RU №2307903 С1.//Бюлл. «Изобретения. Полезные модели» №28, 2007 г.
- Резервуарный строительный блок (Патент на изобретение)//Положительное решение по заявке на изобретение №2007106768/03
- Отопительный строительный блок(Патент на изобретение)//RU №2338038 С1.//Бюлл. «Изобретения. Полезные модели» №31, 2008 г.
- Электрогенерирующий строительный блок(Патент на изобретение)//RU №2338039 С1.//Бюлл. «Изобретения. Полезные модели» №31, 2008 г.

### Интервью
- Слесарев, М. Ю. Михаил Юрьевич Слесарев: «Пора бы научиться быть реалистами, а не революционерами градостроительства»: интервью / М. Ю. Слесарев // Техническое регулирование. Строительство, проектирование и изыскания. – 2011. – №9. – С. 6. – ISSN: 2221-545X.